# کولدو سرا
کولدو سرا (اسپانیایی: Koldo Serra‎؛ زادهٔ ۱۵ آوریل ۱۹۷۵) کارگردان فیلم، و فیلم‌نامه‌نویس اهل اسپانیا است.
از فیلم‌ها یا مجموعه‌های تلویزیونی که وی در آن‌ها نقش داشته‌است، می‌توان به جنگل دورافتاده اشاره نمود.